# John van Nes Ziegler
John van Nes Ziegler (ur. 20 maja 1921 w Kolonii, zm. 14 listopada 2006), polityk niemiecki, związany z Socjaldemokratyczną Partią Niemiec SPD, przewodniczący Landtagu Nadrenii Północnej-Westfalii, nadburmistrz Kolonii.
Do SPD wstąpił w czasie studiów prawniczych w 1946. Działał w tym okresie także w Związku Niemieckich Studentów Socjalistycznych, któremu przewodniczył w latach 1948–1951 (jako następca przyszłego kanclerza Helmuta Schmidta). W 1951 zdał państwowe egzaminy prawnicze. W Landtagu Nadrenii Północnej-Wetsfalii zasiadał w latach 1953–1954 i 1958–1985 (łącznie siedem kadencji), funkcję przewodniczącego pełnił dwukrotnie — w latach 1966–1970 i 1980–1985. Był również wiceprzewodniczącym Landtagu (1970-1980), przewodniczącym kilku komisji Landtagu (m.in. sprawiedliwości), zastępcą przewodniczącego frakcji SPD w Landtagu. Od 1956 był członkiem rady miejskiej Kolonii, w latach 1956-1973 przewodniczył w radzie frakcji SPD, w latach 1961-1966 pełnił funkcję zastępcy nadburmistrza. Nadburmistrzem Kolonii był w latach 1973-1980.
Został odznaczony m.in. Wielkim Krzyżem Zasługi RFN. W kwietniu 1991 nadano mu tytuł honorowego obywatela Kolonii.